# Rentrée littéraire 2012
 (janvier 2016).
La rentrée littéraire 2012 concerne les publications parues entre fin août et début novembre de cette année-là, comme pour chaque rentrée littéraire.
Elle comprend la publication de 69 premiers romans.

## Liste des romans de la rentrée littéraire 2012
Par ordre alphabétique :

### Romans francophones
- Olivier Adam, Les Lisières, Flammarion.
- Philippe Djian, « Oh... », Gallimard. — Prix Interallié.
- Agnès Desarthe, Une partie de chasse, Éditions de l'Olivier. — Prix Littéraire 30 Millions d'Amis
- Patrick Deville, Peste et Choléra, Seuil. — Prix du roman Fnac - Prix Femina.
- Laurent Gaudé, Pour seul cortège, Actes Sud.
- Jean-Christophe Grangé, Kaïken, Albin Michel.
- Fabrice Humbert, Avant la chute, Le Passage.
- Gaspard-Marie Janvier, Quel trésor !, Fayard. — Meilleur livre de l'année catégorie « Découverte roman français » du magazine Lire.
- Serge Joncour, L'Amour sans le faire,  Flammarion. —  Prix littéraire des Hebdos en Région.
- Marie-Hélène Lafon, Les Pays, Buchet Chastel.
- Linda Lê, Lame de fond, éd. Christian Bourgois.
- Amélie Nothomb, Barbe-Bleue, Albin Michel.
- Véronique Olmi, Nous étions faits pour être heureux, Albin Michel.

#### Premiers romans
- Aurélien Bellanger, La Théorie de l'information.
- Lucile Bordes, Je suis la marquise de Carabas.
- Julia Deck, Viviane Élisabeth Fauville.
- Samuel Doux, Dieu n'est même pas mort.
- Carole Fives, Que nos vies aient l'air d'un film parfait.
- Pascal Guillet, Branta Bernicla.
- Lancelot Hamelin, Le Couvre-feu d'octobre.
- Sylvain Pathieux, des Impatientes.
- Chloé Schmitt, Les Affreux.

### Romans étrangers
- Toni Morrison, Home, traduit de l'américain par Christine Laferrière, Christian Bourgois.
- Audur Ava Ólafsdóttir, L'Embellie, traduit de l'islandais par Catherine Eyjólfsson, Zulma.
- Julie Otsuka, Certaines n'avaient jamais vu la mer, traduit de l'américain par Carine Chichereau, éd. Phébus. — Meilleur livre de l'année catégorie « Découverte étrangère » du magazine Lire - Prix Femina étranger
- Goliarda Sapienza, Moi, Jean Gabin, traduit de l'italien par Mathalie Castagné, éd. Attila.

#### Premiers romans
- Maggie Chipstead, Plan de table, traduit de l'américain, éd. Belfond.
- Margaux Fragoso, Tigre, tigre !, traduit de l'américain par Marie Darrieussecq, éd. Flammarion.
- Charlotte Rogan, Les accusées, traduit de l'américain par Vincent Hugon, Fleuve Noir.
- Eugen Ruge, Quand la lumière décline, traduit de l'allemand par Pierre Deshusses, éd. Les Escales.

## Guide Rentrée littéraire 2012
- Et s'il n'en restait que 100...[1] : choix de 100 romans de la rentrée littéraire 2012, guide conçu et offert par les libraires du réseau national Les Libraires ensemble, 114 pages.